# El practicante
El practicante is een Spaanse film uit 2020, geregisseerd door Carles Torras. De film werd op 16 september 2020 vrijgegeven op Netflix.

## Verhaal
Ángel werkt als ambulanceverpleegkundige. Na een gruwelijk ongeluk belandt hij in een rolstoel. Zijn relatie met zijn vriendin Vane wordt steeds slechter, en Ángel is ervan overtuigd dat ze vreemdgaat. Hij raakt steeds verder geobsedeerd en begint haar te bespioneren.

## Rolverdeling
| Acteur               | Personage |
| -------------------- | --------- |
| Mario Casas          | Ángel     |
| Déborah François     | Vane      |
| Guillermo Pfening    | Ricardo   |
| Celso Bugallo        | Vicente   |
| Raúl Jiménez         | Fermín    |
| Maria Rodríguez Soto | Sandra    |
| Pol Monen            | Andrés    |

## Ontvangst
Op Rotten Tomatoes geven twee van de vier recensenten de film een positieve recensie.